# 碗糕
碗糕，是流行於閩都地區的一種糕點，碗糕口感以暄、松、綿、軟、營養豐富，易於消化吸收，適合老人、兒童食用。

## 歷史
在清代鄭東廓的《福州風土詩》中提到：「梔子花開燕初雛，余寒立夏尚堪慮，明目碗糕強足筍，舊蟶買煮鍋邊糊」，反映了當時福州的這一傳統習俗‌情況。

## 食法
在立夏時節的閩都地區，有拿碗糕祭祀祖先的習俗。